# Amt Zabelstein
Das Amt Zabelstein war ein Amt des Hochstifts Würzburg.

## Geschichte
1303 fiel nach dem Aussterben der Zabelstein die Burg Zabelstein an Würzburg. Sie war der Kern der Würzburger Machtausübung im Gebiet und im Rahmen der Territorialisierung Grundlage des neu entstehenden Amtes. 
Im Laufe des 17. Jahrhunderts wurden einzelne Orte des Amtes benachbarten Ämtern zugeordnet. So fielen Ober- und Untersteinbach an das Amt Prölsdorf. Das Amt Zabelstein wurde 1687 aufgehoben und der Rest seines Sprengels (Altmannsdorf, Donnersdorf, Falkenstein, Kleinrheinfeld und Wohnau) dem Amt Gerolzhofen zugeordnet.